# Madeleine Lindberg
Pour les articles homonymes, voir Lindberg.
Madeleine Lindberg, née le 2 mars 1972 à Västerås, est une coureuse cycliste suédoise.

## Palmarès
- 1996
  -  Championne de Suède sur route
- 1997
  -  Championne de Suède sur route
- 1998
  -  Championne de Suède sur route
- 1999
  -  Championne de Suède sur route
- 2000
  -  Championne de Suède sur route
  - 3e du championnat du monde de cyclisme sur route
- 2001
  -  Championne de Suède sur route
  -  Championne de Suède du contre-la-montre
- 2003
  - 2e du championnat de Suède sur route
  - 2e du championnat de Suède du contre-la-montre
- 2004
  - 2e du championnat de Suède du contre-la-montre
  - 3e du championnat de Suède sur route
- 2005
  - 2e du championnat de Suède du contre-la-montre